# 오카다나카촌
오카다나카촌(일본어: 岡田中村)은 일본 교토부 가사군에 설치되었던 촌이다.

## 역사
- 1889년 4월 1일 - 정촌제 시행에 의해 7촌의 구역을 가지고 성립하였다.
- 1955년 4월 20일 - 야쿠모촌, 오카다시모촌, 오카다카미촌, 간자키촌과 합병해 가사정이 성립, 동일 오카다나카촌은 폐지되었다.

## 교통

### 도로
- 국도 제175호선

## 참고문헌
- 가도카와 일본 지명 대사전 26 京都府